# Krajno
Krajno est une localité polonaise de la gmina de Wiązów, située dans le powiat de Strzelin en voïvodie de Basse-Silésie.

## Personnalités
- Dawid Rubinowicz (1927-1942), auteur de journal intime et victime de la Shoah